# Tommaso Francesco di Savoia
Tommaso Francesco di Savoia, più spesso citato semplicemente come Tomaso di Savoia (Torino, 21 dicembre 1596 – Torino, 22 gennaio 1656), principe di Carignano, marchese di Salussola, marchese di Busca e di Châtellard, marchese di Racconigi e di Villafranca, gran maestro di Francia, cavaliere dell'Annunziata.
Era figlio di Carlo Emanuele I di Savoia e di Caterina Michela d'Asburgo ed è stato il capostipite del ramo Savoia-Carignano. Nel 1620 divenne infatti, per disposizione del padre, Principe di Carignano dando origine alla linea dei Savoia-Carignano, dalla quale discenderanno i futuri Re d'Italia di Casa Savoia.

## Biografia

### Gioventù e matrimonio
Ebbe in appannaggio dal padre i marchesati di Boves e Peveragno con lettere patenti datate 22 maggio 1619. Ad essi si aggiunse, con lettere patenti datate 17 dicembre 1620, in appannaggio il marchesato di Busca, cui erano annesse le località - non contigue fra di loro - di Racconigi, Cavallermaggiore, Villafranca di Piemonte, Vigone, Barge, Caselle, Roaschia e Roccavione. Successivamente, Tommaso Francesco retrocedette alla Corona Boves e Peveragno, ottenendo in cambio Carignano (smembrata dalla prefettura di Moncalieri), concessagli con il titolo di marchese con lettere patenti datate 18 marzo 1621.
Con lettere patenti datate 24 luglio 1624 il padre gli concesse, ancora, in appannaggio Châtelard (nel Bugey) con il titolo di marchese.
In previsione delle sue nozze con una princesse de sang, da parte francese si pretese una adeguata condizione di Tommaso Francesco il quale, in data prossima al contratto nuziale stilato a Torino l'8 ottobre 1624, si vide innalzare al titolo di principe di Carignano (si sono smarrite le lettere patenti di concessione, a meno che lo stesso contratto non fungesse da concessione del titolo da parte di Carlo Emanuele I).
Sposa a Parigi il 14 aprile 1625 Maria di Borbone (Parigi, 3 maggio 1606 - ivi, 3 giugno 1692), figlia di Carlo di Borbone, conte di Soissons, a sua volta figlio di Luigi I di Borbone-Condé e di Anna di Montafià.
Ebbe ancora in appannaggio dal padre il feudo di Salussola con il titolo di marchese con lettere patenti datate 4 ottobre 1627.

### Con gli spagnoli
È ambasciatore a Parigi. Scelta la causa spagnola nella guerra dei trent'anni, nel 1634 comanda l'esercito spagnolo nelle Fiandre e viene sconfitto ad Avein (1635) dai marescialli de Châtillon e de Brézé, ma nel 1638 sconfisse il maresciallo de La Force, costringendolo a togliere l'assedio a Saint-Omer.
Alla morte del fratello Vittorio Amedeo I, avvenuta improvvisamente a Vercelli il 7 ottobre 1637, l'erede Francesco Giacinto è ancora troppo giovane per la guida del Ducato di Savoia, perciò ne assume la reggenza la madre Cristina di Borbone-Francia (la Madama Reale), cognata di Tommaso, e sorella di Luigi XIII di Francia.

### Conflitti per la successione del Ducato di Savoia
Tommaso ed il fratello cardinale Maurizio di Savoia, che sono filo-spagnoli, non vedono bene la presenza delle truppe francesi comandate dal cardinale La Valette, che sono massicciamente presenti in Piemonte a seguito della guerra contro gli spagnoli. Il 4 ottobre 1638 muore anche Francesco Giacinto ed il diritto alla successione come Duca passa al fratello Carlo Emanuele, che ha solo due anni e pare piuttosto gracile e malaticcio. Non ci sono altri figli maschi di Vittorio Amedeo e quindi, in caso dovesse mancare anche Carlo Emanuele, lo scettro del ducato potrebbe passare al fratello di Tommaso, Maurizio.
Spronato e spalleggiato da quest'ultimo, Tommaso contrasta violentemente la cognata, invocando per sé la reggenza. La nobiltà, il clero e l'alta borghesia si dividono in due partiti: i cosiddetti "principisti", filo-spagnoli e sostenitori di Tommaso, e i "madamisti" filo-francesi e sostenitori della Madama Reale. Ad agosto del 1639 Maria Cristina è costretta a fuggire con il figlio Carlo Emanuele da Torino, che è ormai in mano a truppe principiste.
Tuttavia, già a novembre, la Reggente e il piccolo futuro Duca fecero rientro in Torino: le truppe francesi del marchese d'Harcourt l'avevano liberata dalle truppe «principiste» in una sanguinosa battaglia presso il castello di La Rotta. Tre anni dopo si giunse a un accordo: Maria Cristina rimaneva reggente in nome del figlio Carlo Emanuele, il cognato Maurizio riceveva la luogotenenza di Nizza e la mano di Ludovica, figlia di Maria Cristina, previa dispensa papale, che arrivò presto, mentre Tommaso riceveva la luogotenenza di Ivrea e Biella.

### Schierato con la Francia
Riconciliatosi con la Francia, questa gli affida un'armata in Italia (1642) ed ha il Turenne ai suoi ordini per qualche tempo. Viene nominato generalissimo delle armate di Francia e della Savoia in Italia, conduce la guerra con successo e riceve dal cardinale Mazarino, in ricompensa, la carica di gran maestro di Francia, dopo la caduta in disgrazia del Condé.
In particolare, vinse l'assedio di Tortona, terminato con la resa spagnola del 20 novembre 1642. In ricompensa, nel dicembre dello stesso anno, ebbe da Luigi XIII la concessione della città di Tortona (con le sue dipendenze) in feudo con il titolo di principe ma tale titolo venne a decadere allorché gli Spagnoli riconquistarono la città, dopo un lungo assedio, il 27 maggio 1643.
Avendo tentato inutilmente di occupare via mare Napoli, nel contesto della rivolta napoletana del 1647, fu costretto a ritirarsi dal napoletano dopo aver subito alcune sconfitte. Nel 1655, alla testa di poderoso esercito francese, e con il supporto del Duca di Modena, penetrò nel Ducato di Milano e assediò Pavia con 25.000 uomini. Tuttavia l'assedio fallì ed il Savoia dovette ritirarsi.Tra i figli avuti dalla moglie c'è Eugenio Maurizio di Savoia Carignano, cui la madre trasmetterà il titolo di Conte di Soissons, che sarà il padre del famoso condottiero Eugenio di Savoia. La continuazione del ramo Savoia-Carignano sarà invece assicurata dal maschio primogenito Emanuele Filiberto.

## Matrimonio e discendenza
Dal matrimonio con Maria di Borbone nascono:
- Cristina Carlotta (†1626), morta infante;
- Luisa Cristina (1627 – 1689), andata sposa nel 1653 a Ferdinando Massimiliano di Baden-Baden, figlio del margravio di Baden-Baden;
- Emanuele Filiberto, 2º Principe di Carignano (1628 – 1709);
- Amedeo (†1629), morto infante;
- Giuseppe Emanuele (1631 – 1656);
- Eugenio Maurizio, Conte di Soissons (1635 – 1673), governatore del Borbonese e delle province di Champagne e Brie ed ambasciatore di Francia a Londra, Luogotenente Generale dell'esercito francese, marito di Olimpia Mancini e padre del condottiero Eugenio di Savoia;
- Ferdinando (†1637), morto infante.

## Ascendenza
|                              |                   |                        | Genitori                        |  |  | Nonni |  |  | Bisnonni           |  |  | Trisnonni            |  |
|                              |                   |                        |                                 |  |  |       |  |  | Carlo II di Savoia |  |  | Filippo II di Savoia |  |
|                              |                   |                        |                                 |  |  |       |  |  | Carlo II di Savoia |  |  | Filippo II di Savoia |  |
|                              |                   | Claudina di Bretagna   |                                 |  |  |       |  |  | Carlo II di Savoia |  |  |                      |  |
| Emanuele Filiberto di Savoia |                   |                        |                                 |  |  |       |  |  | Carlo II di Savoia |  |  |                      |  |
|                              |                   | Beatrice di Portogallo | Manuele I del Portogallo        |  |  |       |  |  |                    |  |  |                      |  |
|                              |                   | Beatrice di Portogallo | Manuele I del Portogallo        |  |  |       |  |  |                    |  |  |                      |  |
|                              |                   | Beatrice di Portogallo | Maria d'Aragona e Castiglia     |  |  |       |  |  |                    |  |  |                      |  |
| Carlo Emanuele I di Savoia   |                   | Beatrice di Portogallo |                                 |  |  |       |  |  |                    |  |  |                      |  |
|                              |                   | Francesco I di Francia | Carlo di Valois-Angoulême       |  |  |       |  |  |                    |  |  |                      |  |
|                              |                   | Francesco I di Francia | Carlo di Valois-Angoulême       |  |  |       |  |  |                    |  |  |                      |  |
|                              |                   | Francesco I di Francia | Luisa di Savoia                 |  |  |       |  |  |                    |  |  |                      |  |
| Margherita di Francia        |                   | Francesco I di Francia |                                 |  |  |       |  |  |                    |  |  |                      |  |
|                              |                   | Claudia di Francia     | Luigi XII di Francia            |  |  |       |  |  |                    |  |  |                      |  |
|                              |                   | Claudia di Francia     | Luigi XII di Francia            |  |  |       |  |  |                    |  |  |                      |  |
|                              |                   | Claudia di Francia     | Anna di Bretagna                |  |  |       |  |  |                    |  |  |                      |  |
| Tommaso Francesco di Savoia  |                   | Claudia di Francia     |                                 |  |  |       |  |  |                    |  |  |                      |  |
|                              | Carlo V d'Asburgo | Filippo d'Asburgo      |                                 |  |  |       |  |  |                    |  |  |                      |  |
|                              | Carlo V d'Asburgo | Filippo d'Asburgo      |                                 |  |  |       |  |  |                    |  |  |                      |  |
|                              | Carlo V d'Asburgo | Giovanna di Castiglia  |                                 |  |  |       |  |  |                    |  |  |                      |  |
| Filippo II di Spagna         | Carlo V d'Asburgo |                        |                                 |  |  |       |  |  |                    |  |  |                      |  |
|                              |                   | Isabella di Portogallo | Manuele I del Portogallo        |  |  |       |  |  |                    |  |  |                      |  |
|                              |                   | Isabella di Portogallo | Manuele I del Portogallo        |  |  |       |  |  |                    |  |  |                      |  |
|                              |                   | Isabella di Portogallo | Maria d'Aragona e Castiglia     |  |  |       |  |  |                    |  |  |                      |  |
| Caterina Michela d'Asburgo   |                   | Isabella di Portogallo |                                 |  |  |       |  |  |                    |  |  |                      |  |
|                              |                   | Enrico II di Francia   | Francesco I di Francia          |  |  |       |  |  |                    |  |  |                      |  |
|                              |                   | Enrico II di Francia   | Francesco I di Francia          |  |  |       |  |  |                    |  |  |                      |  |
|                              |                   | Enrico II di Francia   | Claudia di Francia              |  |  |       |  |  |                    |  |  |                      |  |
| Elisabetta di Valois         |                   | Enrico II di Francia   |                                 |  |  |       |  |  |                    |  |  |                      |  |
|                              |                   | Caterina de' Medici    | Lorenzo II de' Medici           |  |  |       |  |  |                    |  |  |                      |  |
|                              |                   | Caterina de' Medici    | Lorenzo II de' Medici           |  |  |       |  |  |                    |  |  |                      |  |
|                              |                   | Caterina de' Medici    | Madeleine de la Tour d'Auvergne |  |  |       |  |  |                    |  |  |                      |  |
|                              |                   | Caterina de' Medici    |                                 |  |  |       |  |  |                    |  |  |                      |  |

## Onorificenze e Titoli
- Principe di Carignano, Marchese di Busca con Racconigi, Villafranca, etc., marchese di Châtellard, marchese di Salussola
- Gran maestro di Francia (1654)